# Chrysler IV-2220
Le Chrysler IV-2220 (re désigné XI-2220 en 1944) est un moteur d'avion à 16 cylindres en V conçu à partir de 1940 par Chrysler. Il n'a pas été produit en série.

## Développement
Le contrat entre Chrysler et l'armée américain pour le développement du moteur est signé en 1941, il s'inscrit dans le projet des « HYPER engines », visant à développer des moteurs d'avion à très hautes performances. L'armée exige une puissance spécifique de un cheval-vapeur par pouce cubique (16,3 cm3) de cylindrée, une valeur qui n'avait été atteinte jusque-là que des moteurs d'avions de course, sur des moteurs capables d'être produits en grande série et d'avoir une grande durée de vie. Plusieurs moteurs entièrement nouveaux et de conception très avancée (Continental XI-1430, Lycoming XR-7755, Pratt & Whitney R-2060 Yellow Jacket et ce moteur Chrysler) ont été développés dans le cadre de ce programme, sans qu'aucun n'aboutisse à une production en série. Des évolutions incrémentales de moteurs conçus avant-guerres ont finalement répondu aux besoins de l'aviation américaine.

## Description
Le moteur est conçu pour réduire la surface frontale, afin d'optimiser l'aérodynamisme des avions dans lequel il doit être monté. Pour cette raison, il possède 16 cylindres de taille individuelle relativement modeste, malgré une cylindrée de 36 litres, inférieure à celle de bien des V12 (le DB 603, par exemple, a une cylindrée de 44 litres). Le IV-2220 est donc extrêmement long (trois mètres). Concevoir un vilebrequin capable de supporter un couple aussi énorme sur une telle longueur étant presque impossible, le moteur a une disposition inhabituelle : le réducteur se situe au milieu du  vilebrequin, il transfère le couple à un arbre (tournant à la vitesse de l'hélice). La disposition est inversée, c'est-à-dire que les têtes de cylindres sont placées en bas, comme sur les V-12 allemands (Daimer et Jumo). Le moteur possède des chambres de combustion hémisphériques. Cette caractéristique nouvelle est devenue ensuite une signature de Chrysler, reprise dans nombre de moteurs automobiles. La puissance est de 2500 chevaux fournis à l'hélice, auxquels s'ajoutent 500 chevaux pour le compresseur de suralimentation et les auxiliaires (pompes, arbres à cames, etc),.

## Essai en vol
Le premier vol du moteur a lieu en avril 1945. Pour cela, un Republic P-47 Thunderbolt a été profondément modifié, afin de recevoir le moteur. À cette date, la guerre est pratiquement terminée, et des avions à réaction font déjà leur apparition, ce qui explique que le programme se soit arrêté après quelques essais en vol.

## Préservation
Le National Air and Space Museum expose l'un des prototypes. Un autre moteur est exposé au New England Air Museum dans le Connecticut.